# Paraíso Tropical
Paraíso Tropical est une telenovela brésilienne diffusé en 2007 sur Rede Globo.

## Acteurs et personnages
| Acteur/Actrice         | Personnage                            |
| ---------------------- | ------------------------------------- |
| Alessandra Negrini     | Paula Viana Bastos                    |
| Alessandra Negrini     | Taís Grimaldi                         |
| Fábio Assunção         | Daniel Bastos                         |
| Wagner Moura           | Olavo Novaes                          |
| Camila Pitanga         | Bebel (Francisbel dos Santos Batista) |
| Glória Pires           | Lúcia Vilela                          |
| Tony Ramos             | Antenor Cavalcante                    |
| Bruno Gagliasso        | Ivan Corrêa Novaes                    |
| Vera Holtz             | Marion Novaes                         |
| Marcello Antony        | Cássio Gouvêia                        |
| Fernanda Machado       | Joana Veloso Schneider                |
| Chico Diaz             | Jáder                                 |
| Renée de Vielmond      | Ana Luísa Cavalcanti                  |
| Rodrigo Veronese       | Lucas Aboim                           |
| Marco Ricca            | Gustavo Martelli                      |
| Isabela Garcia         | Dinorá Brandão Martelli               |
| Guilhermina Guinle     | Alice Sampaio                         |
| Beth Goulart           | Neli Veloso Schneider                 |
| Daniel Dantas          | Heitor Schneider                      |
| Hugo Carvana           | Belisário Cavalcanti                  |
| Yoná Magalhães         | Virgínia Batista                      |
| Reginaldo Faria        | Clemente Vilela                       |
| Débora Duarte          | Hermínia Vilela                       |
| Othon Bastos           | Isidoro Grimaldi                      |
| Patrícia Werneck       | Camila Veloso Schneider Navarro       |
| Gustavo Leão           | Mateus Vilela Gouveia                 |
| Paulo Vilhena          | Fred (Frederico Navarro)              |
| Juliana Didone         | Fernanda Navarro                      |
| Daisy Lúcidi           | Iracema Brandão                       |
| Edwin Luisi            | Lutero Sampaio                        |
| Eduardo Galvão         | Urbano Monteiro                       |
| José Augusto Branco    | Nereu Bastos                          |
| Otávio Müller          | Vidal (Cupertino Vidal)               |
| Carlos Casagrande      | Rodrigo Sampaio                       |
| Sérgio Abreu           | Tiago Batista                         |
| Flávio Bauraqui        | Evaldo                                |
| Roberta Rodrigues      | Eloísa                                |
| Lidi Lisboa            | Tatiana                               |
| Jonathan Haagensen     | Cláudio Ferreira                      |
| Sérgio Marone          | Cláudio Ferreira                      |
| Yaçanã Martins         | Otília                                |
| Ildi Silva             | Yvone                                 |
| Maria Eduarda          | Odete                                 |
| Patrícia Naves         | Sheyla                                |
| Nildo Parente          | Pacífico                              |
| Erika Mader            | Susaninha (Susana Vidal)              |
| Larissa Queiroz        | Rita                                  |
| Marcelo Valle          | Sérgio Otávio                         |
| Thaís Garayp           | Zoraide                               |
| Nívea Helen            | Cristina                              |
| Raquel Parpnelli       | Úrsula                                |
| Sandro Ximenez         | Carlinhos                             |
| Fábio Nascimento       | Luciano                               |
| Marcos Otávio          | William                               |
| Bruna di Tullio        | Vivianne                              |
| Vitor Novello          | Zé Luís (José Luís Grimaldi)          |
| Dudu Cury              | Júlio César Brandão Martelli          |
| Thávyne Ferrari        | Márcia Maria Brandão Martelli         |
| Expedito Barreira      | Souto                                 |
| Osvaldo Baraúna        | Nei                                   |
| Susana Vieira          | Amélia Viana                          |
| Otávio Augusto         | Osvaldo                               |
| Rosamaria Murtinho     | Dolores                               |
| Marcelo Laham          | Hugo                                  |
| Paulo Betti            | Lucena                                |
| Ângela Vieira          | Cleonice                              |
| Ísis Valverde          | Telma                                 |
| Maria Fernanda Cândido | Fabiana                               |
| Deborah Secco          | Betina Monteiro                       |

## Diffusion internationale
- Rede Globo (2007)

### Sources
- (pt) Cet article est partiellement ou en totalité issu de l’article de Wikipédia en portugais intitulé « Paraíso Tropical » (voir la liste des auteurs).